# 제구
제구(制球)란 투수가 원하는 코스로 얼마나 잘던지나이다. 제구가 높은 투수들은 원하는 코스로 공이 들어가지만 제구가 낮은 투수들은 볼넷이 잦다. 제구를 키우기위해 구속을 포기하는 투수들도 있다.

## 같이 보기
- 투구 (야구)